# Elia's Kerk
Elia's Kerk (Deens: Elias Kirke) is een kerkgebouw van de Deense Volkskerk in het centrum van Vesterbro, een district van Kopenhagen. Het kerkgebouw werd voltooid in 1908 en ontworpen door Martin Nyrop, die ook tekende voor het ontwerp van het stadhuis van Kopenhagen. De kerk maakt sinds 2013 deel uit de parochie Vesterbro, die door een samenvoeging van een achttal parochies tot stand kwam.

## Geschiedenis

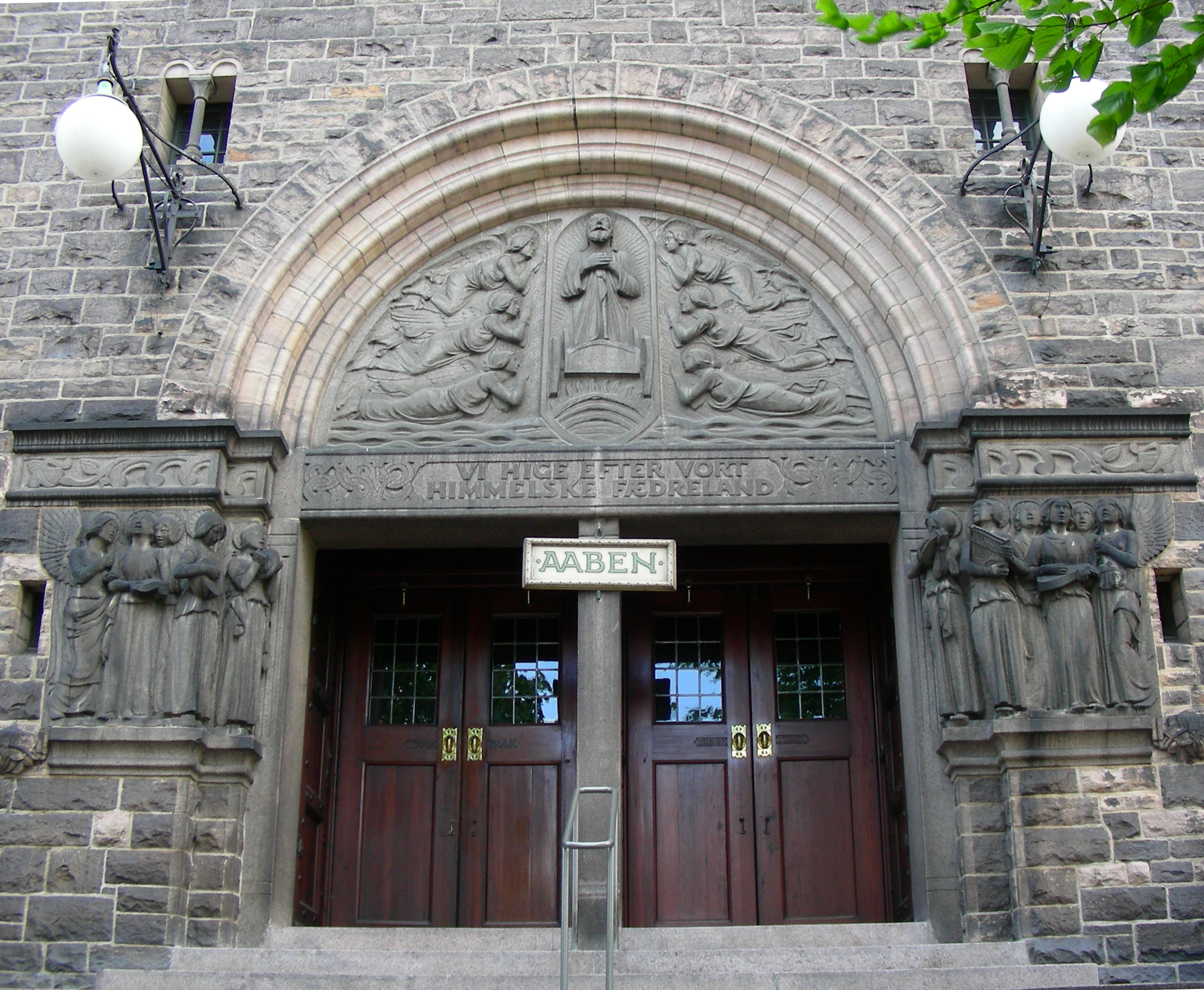
Toegang

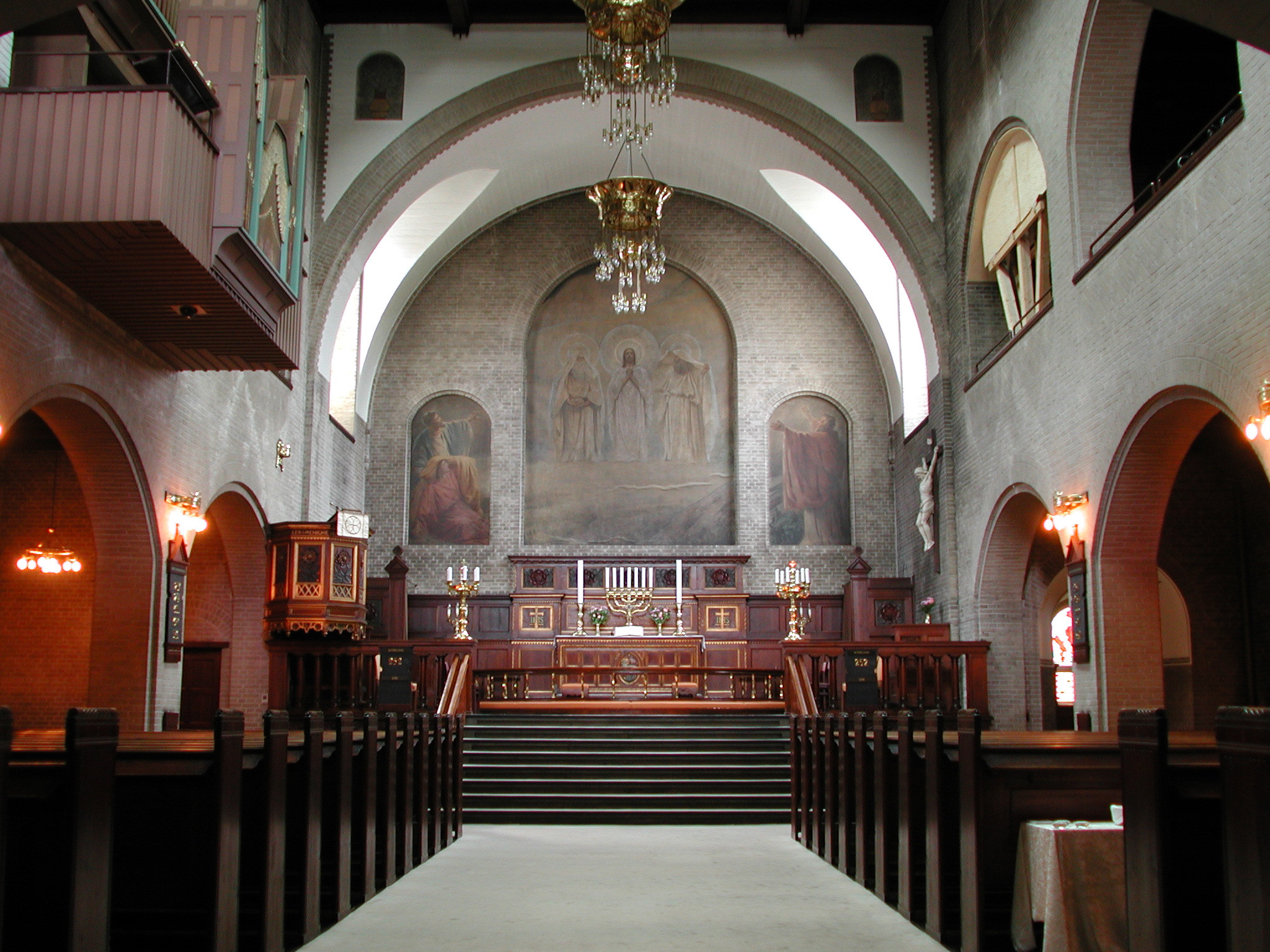
Koor

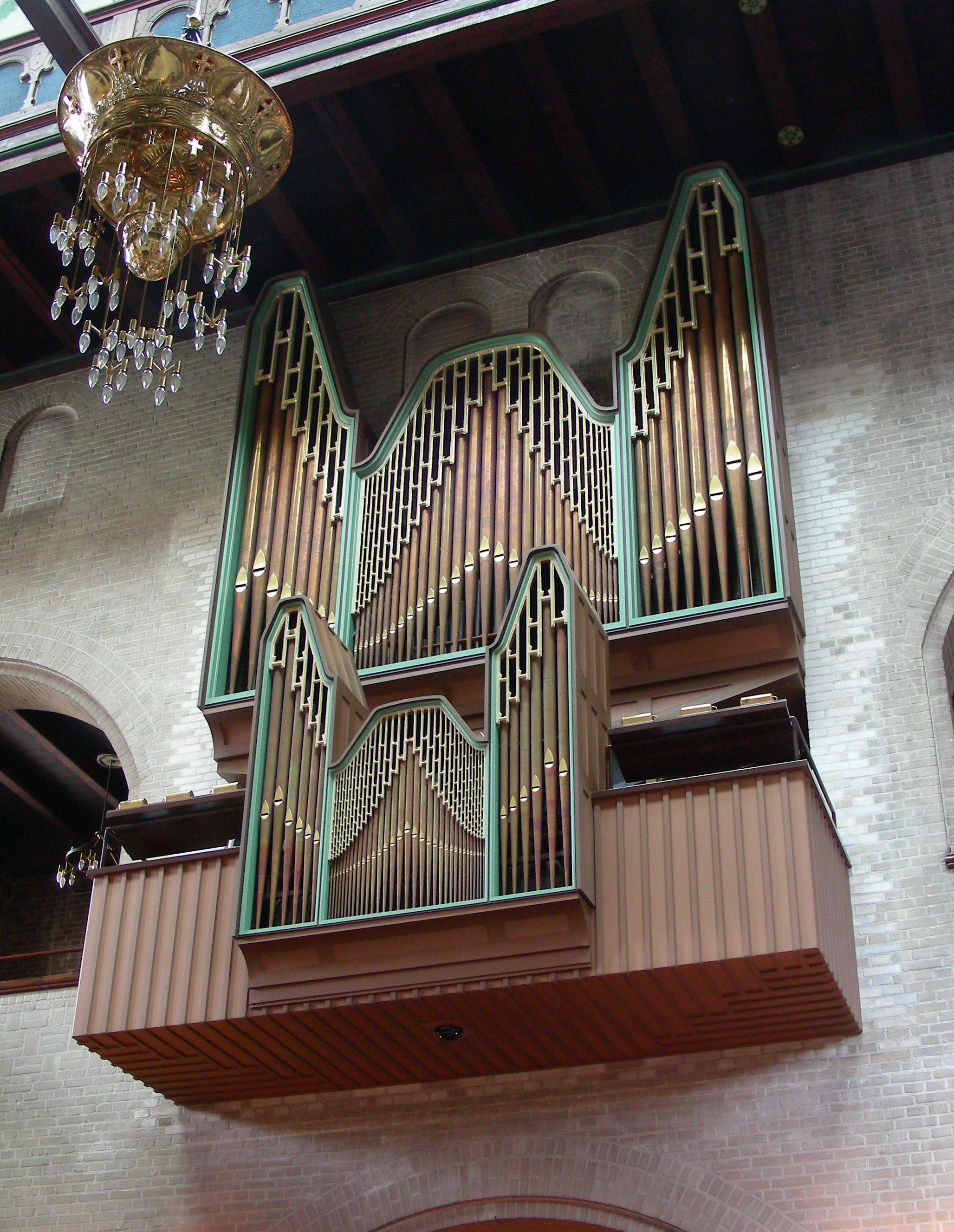
Orgel

De kerk is een van de vele kerken die werden gebouwd voor het snel groeiende inwonertal van Kopenhagen's nieuwe districten rond de eeuwwisseling van de 19e naar de 20e eeuw. Toen de Mattheüsparochie in 1880 van de Frederiksparochie werd afgesplitst had het een bevolking van 25.000 inwoners. Tegen het einde van de eeuw woonden er al 70.000 inwoners en moesten er nieuwe kerken worden gebouwd.
Op 28 maart 1898 werd voor de bouw van Eliakerk een stuk bouwgrond verkregen en de architect Martin Nyrop mocht het ontwerp van de nieuwbouw tekenen.
Het ontwerp van Nyrop werd op 31 januari 1900 gepubliceerd, de eerstesteenlegging vond plaats op Palmpasen 1906 en op 17 mei 1908 werd de kerk ingewijd.
Elia's Kerk is het grootste kerkgebouw die door Københavns Kirkefond, de stichting die in de jaren 1890 werd opgericht om de financiering en bouw van de vele kerken mogelijk te maken, gebouwd werd.

## Beschrijving
De kerk werd in neoromaanse stijl gebouwd en geïntegreerd in een huizenrij aan het plein. De tweelingtorens van de westelijke gevel zijn geïnpireerd op de torens van de kerken in Tveje Merløse en Fjenneslev. De muren zijn bekleed zandsteen van verschillende afmetingen en die in een onregelmatig patroon werden gelegd.
Het portaal is tweedelig en heeft een rondboogtimpaan met een reliëf van de Hemelvaart van Elia en wordt geflankeerd door zingende en musicerende engelen. De decoraties werden gemaakt door de beeldhouwer Rasmus Harboe.
Een brede steile trap leidt naar de hoofdingang. Onder de trap bevindt zich een bergplaats, die ter beschikking stond van het stadsparkbeheer voor kruiwagens en ander gereedschap. Voor de trap op de gemeentegrond moest de kerk eigenlijk huur betalen, maar als compromis stelde de kerk de ruimte onder de trap ter beschikking aan de gemeente. De trap is versierd met gestileerde korenschoven.

## Interieur
Het drieschepige kerkgebouw met een westelijke galerij heeft een vlak plafond met boven het verhoogde koor een tongewelf. De muren in de kerk zijn bekleed met een lichtgekleurde zandsteen en de zijschepen worden door arcaden gescheiden van het hoofdschip.
In het koor zijn boven het altaar drie rondbogige uitsparingen, waarop in 1909 door Franz Schwartz grote muurschilderingen zijn aangebracht. Het werk stelt de gedaanteverandering van Jezus voor.
Het gebrek aan licht door het ontbreken van ramen in de zijmuren werd opgelost door het inbouwen van een dakraam over de volle lengte van het middenschip.